# Alexander Ireland
Pour les articles homonymes, voir Ireland.
Alexander Ireland est un boxeur écossais né le 11 février 1901 à Leith (Écosse) et mort en janvier 1966.

## Carrière
Affilié au United Scottish Amateur Boxing Club, il remporte la médaille d'argent de la catégorie des poids welters, aux Jeux olympiques d'été de 1920 à Anvers. Après trois victoires, face à Willy Reichenbach, August Suhr et William Clark, Ireland perd en finale contre le Canadien Bert Schneider.

## Palmarès

### Jeux olympiques
- Jeux olympiques d'été de 1920 à Anvers[1] (poids welters)

## Référence
1. ↑  (en) Résultats des Jeux olympiques 1920 (amateur-boxing.strefa.pl)